# Орешкин, Борис Степанович
Борис Степанович Орешкин (11 [24] июля 1912, Санкт-Петербург — 19 июня 1974, Ленинград) — советский футболист. Заслуженный мастер спорта СССР (1945).

## Биография
В чемпионатах СССР выступал за ленинградские команды высшего эшелона «Красная заря» / «Электрик» (1936—1939) и «Динамо» (1940—1947). Провёл 147 матчей, забил 5 голов. В 1936—1944 годах играл за сборную Ленинграда. Принимал участие в матчах в блокадном Ленинграде. Участник турне московского «Динамо» по Великобритании 1945 года, в 1936 году играл со сборной Турции.
Воевал на Балтийском флоте. Командир катера «КМ». Награждён орденом Красной Звезды, медалью «За оборону Ленинграда».
Окончил спецотделение ГДОИФКа имени П. Ф. Лесгафта. Старший тренер (1952—1973) СК «Большевик», ЛГС «Спартака», СК «Арсенал». Заместитель председателя городской секции футбола (1956—1958).
Похоронен на Серафимовском кладбище.

## Достижения
- Финалист Кубка СССР: 1938
- В списке 55 лучших футболистов сезона: 1938, № 5